# Paradetis porphyrias
Paradetis porphyrias är en fjärilsart som beskrevs av Edward Meyrick 1884. Paradetis porphyrias ingår i släktet Paradetis och familjen mätare. Inga underarter finns listade i Catalogue of Life.